# Mesosetum alatum
Mesosetum alatum är en gräsart som beskrevs av Tarciso S. Filgueiras. Mesosetum alatum ingår i släktet Mesosetum och familjen gräs. Inga underarter finns listade i Catalogue of Life.